# Peucedanum ledebouri
Peucedanum ledebouri är en flockblommig växtart som beskrevs av George Don jr. Peucedanum ledebouri ingår i släktet siljor, och familjen flockblommiga växter. Inga underarter finns listade i Catalogue of Life.